# Unione nazionale ufficiali in congedo d'Italia
L’ Unione nazionale ufficiali in congedo d'Italia (acronimo UNUCI) è un'associazione che raggruppa gli ufficiali in congedo delle forze armate italiane.
Istituita con Regio decreto legge del 9 dicembre 1926, già Ente pubblico è stata trasformata in Associazione con personalità giuridica di diritto privato di rilevanza nazionale, per effetto del D.P.R. 18 marzo 2013, n. 50.

## Organizzazione
L'Unione si articola in una struttura centrale – la Presidenza Nazionale – e in organi periferici, le Sezioni, (163 in Italia) territorialmente inserite in 15 Delegazioni Regionali, e 5 all'estero.

## Compiti e finalità
Si prefigge, soprattutto, di rinsaldare i vincoli fra le forze armate e la società civile. Il Sodalizio riunisce gli Ufficiali in congedo che hanno fatto parte, con qualsiasi grado, delle Forze Armate, dei Corpi armati dello Stato e dei Corpi ausiliari delle Forze Armate, che costituiscono i Soci Ordinari, nonché altre categorie di Soci (Soci Aggiunti, Aggregati, Onorari e Benemeriti). Ispirandosi alle tradizioni militari italiane, al proprio carattere patriottico, civico e di solidarietà, concorre alla formazione morale e professionale del personale in congedo e alle attinenti attività divulgative e informative per il loro impiego nell'ambito delle Forze di Completamento. A tale scopo, collabora con le autorità militari nell'addestramento e nella preparazione fisica e sportiva di detto personale; mantiene contatti con le Confederazioni interalleate degli Ufficiali della Riserva; promuove i valori di difesa e sicurezza della Patria, la fedeltà alle istituzioni democratiche; sensibilizza l'opinione pubblica sulle questioni della difesa e sicurezza nazionale, sul ruolo e l'importanza dei riservisti, sulla cultura della sostenibilità ambientale e sociale, sugli interventi di difesa e protezione civile; realizza, nell'ambito delle proprie disponibilità, assistenza morale e materiale nei confronti degli iscritti.

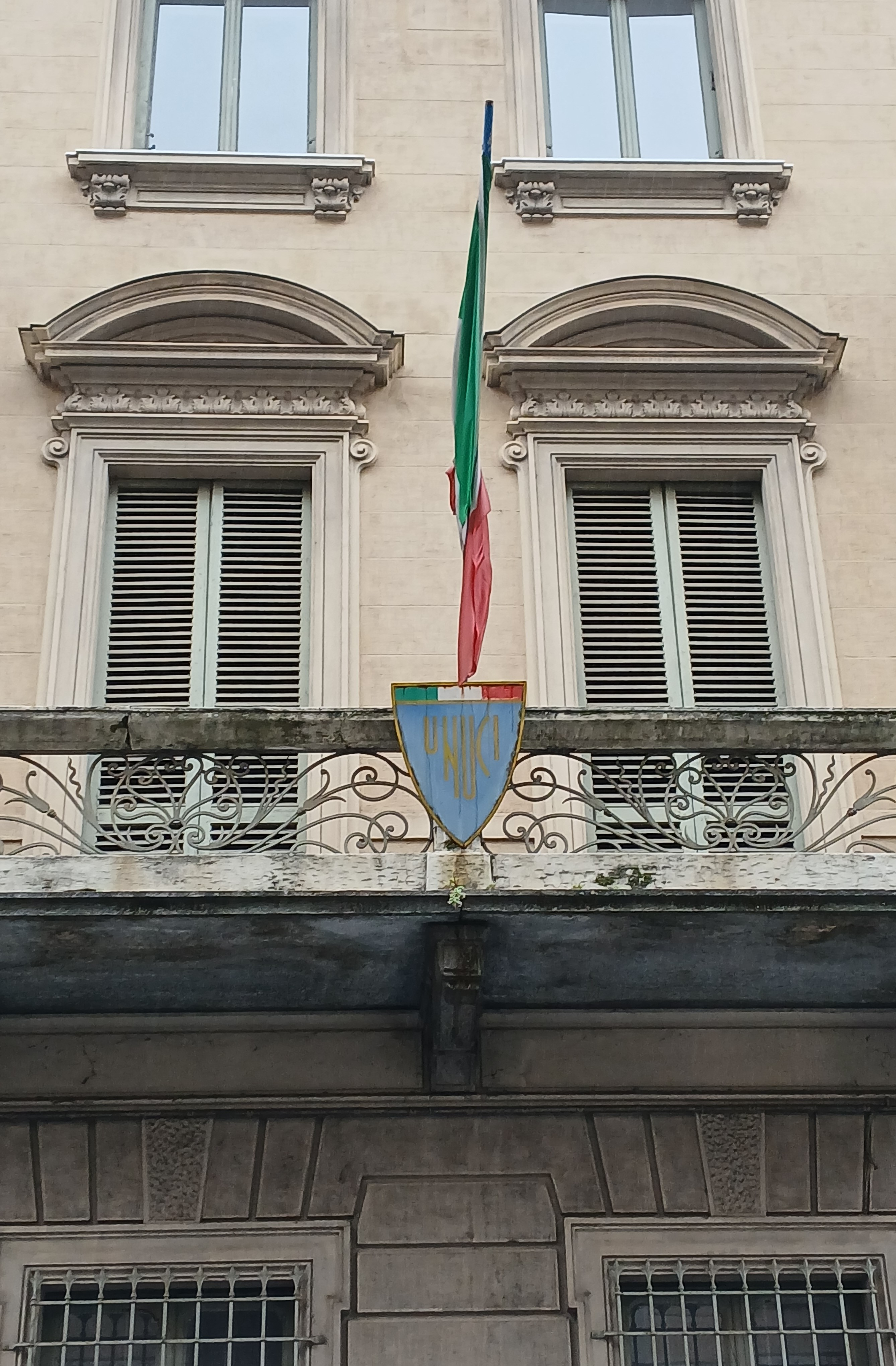
La sezione di Torino

## Attività
Tali attività riguardano in particolare: 
- addestramento per gli iscritti e per le Forze di Completamento e della Riserva Selezionata, secondo specifiche convenzioni con gli Stati Maggiori interessati;
- formazione e propaganda per gli arruolamenti;
- sport; attività culturali e sociali;
- assistenza umanitaria;
- attività di collegamento Forze Armate-Società Civile;
- tutela degli iscritti nel settore amministrativo e previdenziale;
- pubblicazione della Rivista “UNUCI”.